# 王永珀
王永珀（1987年1月19日—）出生于中华人民共和国山东省青岛，是一名中国足球运动员，司职攻击型中场或前锋。

## 职业生涯
- 1999年进入山东鲁能泰山的鲁能足校，是鲁能足球学校成立后的第一批学员。
- 2001年入选国少队，参加了2003年芬兰U17世界青年足球锦标赛，打入2球。
- 2003年由于在芬兰世少赛上的良好表现而中途进入山东鲁能泰山一线队。
- 2003年9月24日，在甲A联赛对阵天津泰达的比赛第81分钟，王永珀替换受伤的韦德克上场，第一次出现在甲A赛场上，年仅16岁。
- 2005年入选国青队，但由于赛前受伤无缘荷兰世界青年足球锦标赛。
- 2007年在中超联赛第一轮对阵辽宁的比赛中打入个人俱乐部首球。逐渐成为球队主力。但之后由于脚趾骨折受伤，缺席大半赛季。
- 2008年逐渐成为球队进攻核心，在奥运集训抽调球队多名主力的情况下帮助球队在奥运之前取得五连胜。但奥运后的联赛中由于韧带撕裂受伤，缺席剩余赛季。
- 2009年首次入选中国国家队[1]。
- 2009年6月1日友谊赛对阵伊朗是他的第一场国际A级赛。
- 在2013年中超第4轮比赛中，王永珀打进1球帮助球队2-1击败泰达，这一球是中国足球顶级联赛史上第8888球[2]。
- 2013年6月6日友谊赛对阵乌兹别克斯坦打入他的第一粒国家队进球。
- 2013年7月21日东亚杯对阵日本攻入两粒进球。
- 王永珀进入山东鲁能一线队14年，在联赛中为球队出场214次打进了48球，在足协杯上为球队出场18次打进4球，在亚冠中为球队出场35次打进8球，加上超级杯以及A3等比赛，王永珀共在正式比赛中为山东鲁能出场270次打进了60球。
- 2017年2月8日，山东鲁能官方宣布中场王永珀正式转会天津权健，为球队在中超联赛出场61次，贡献16次助攻，打入6球，是球队的助攻王，为球队杀入亚冠8强做出了积极的贡献。
- 2019年7月30日，加盟上海申花[3]，在中超仅仅首发2次替补登场2次，出场时间仅为182分钟。
- 2020年2月24日，加盟深圳佳兆業[4][5]。

## 荣誉

### 俱乐部

#### 山东鲁能泰山
- 中国足球超级联赛冠军：2006、2008、2010
- 中国足协杯冠军：2004，2006、2014
- 中国超級联賽杯冠军：2004
- 中国足球协会超级杯冠军：2015

### 个人
- 中国足球超级联赛本土射手王：2012
- 中国足球超级联赛最佳阵容：2012、2013

## 个人
王永珀的亲叔叔是已故退役足球运动员、教练王海芳。